# Spací pytel

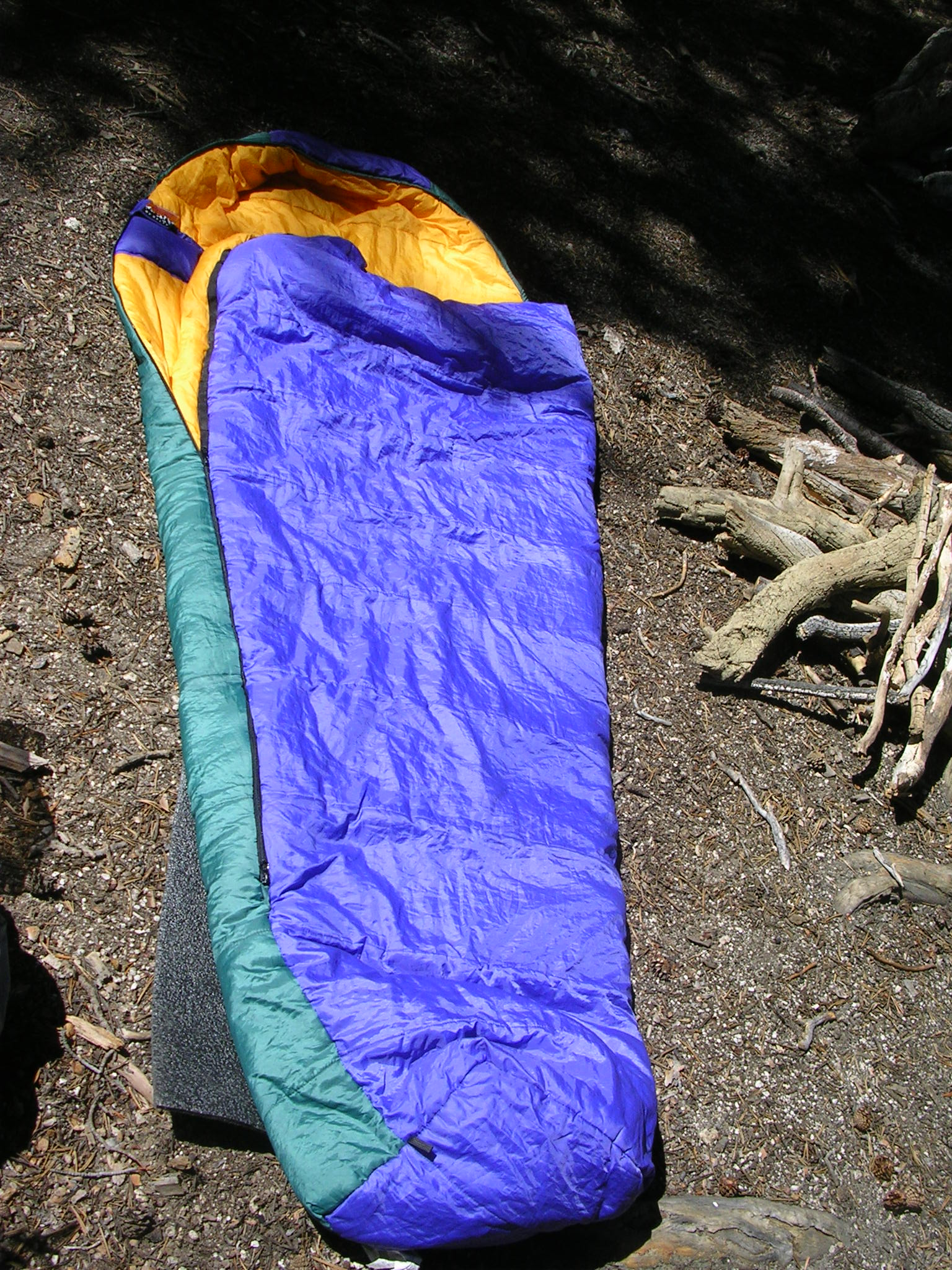
Spací pytel

Spací pytel, hovorově spacák, je ochranný, z větší části uzavřený vak sloužící ke spaní. Bývá využíván zejména při pobytech v přírodě (horské expedice, běžná turistika, kemping atd.). Jako izolační podklad pro spacák se většinou používá karimatka či alumatka. Spacáky mívají různé vlastnosti závislé na druhu jejich používání.

## Historie
Doba vzniku spacích pytlů není známa. První spací pytel prodávaný pod názvem Euklisia Rug si nechal v roce 1876 patentovat Pryce Pryce-Jones (1834–1920).

## Typy
Podle ročních období, resp. teplotního určení, se spací pytle dělí na
- letní
- třísezónní
- zimní

Dělení podle materiálu, z něhož jsou vyrobeny:
- Péřové spacáky
- Spacáky s náplní ze syntetických  vláken

## Teploty určení
Teplotní určení se stanovuje podle normy ČSN EN ISO 23537 pro tzv. "standardního muže" a "standardní ženu", kteří na sobě mají jednu vrstvu oblečení na spaní.  Je nutné si ovšem uvědomit, že jde o měření v laboratorních podmínkách a v terénu bude fungování spacáku mírně odlišné. Norma stanovuje následující údaje:
- Tcomf („komfortní teplota“ či „komfort”) - nejnižší teplota, při které „průměrná žena“ ještě nepociťuje chlad.
- Tlim („limit“ neboli spodní hranice teplotního určení spacáku). Bývá cca o 4–6 stupňů nižší než „komfort“. Při této teplotě by se ještě standardizovaný muž, se kterým se počítá v normách, neměl budit zimou.
- Text („extrém“) - toto číslo obvykle nemá velkou vypovídající hodnotu a jde spíše o teoretickou hranici, pod kterou už hrozí vážné ohrožení zdraví.[4]